# African Parks
African Parks  ist eine grenzüberschreitende Nichtregierungsorganisation in Afrika. Sie setzt sich seit Gründung durch führende Naturschützer im Jahr 2000 für den Natur- und Tierschutz auf dem Kontinent ein.
Die Organisation verwaltet Nationalparks und Schutzgebiete in verschiedenen Ländern Afrikas in Zusammenarbeit mit Regierungen und umliegenden Gemeinden. Neben dem Parkmanagement bildet sie Ranger aus, betreibt aktiven Naturschutz und setzt sich für die Reduzierung der Wilderei und die Stärkung der Strafverfolgung von Wilderern ein. Zum Schutz der Natur will sie den Tourismus fördern, die Infrastruktur verbessern und die lokale Bevölkerung unterstützen.

## Naturschutzgebiete
African Parks ist die einzige Non-Profit-Organisation dieser Art in Afrika, die staatliche Naturschutzaufgaben im Rahmen von Public-Private-Partnerships, darunter die Verwaltung von Nationalparks, übernimmt.
Derzeit (Stand August 2023) werden 22 Naturschutzgebiete in 12 Staaten Afrikas verwaltet:
- Angola
  - Iona-Nationalpark
  - Nationalpark Pendjari
- Benin[6]
  - Pendjari
  -  Nationalpark W
- Demokratische Republik Kongo
  - Garamba
- Republik Kongo
  - Odzala-Kokoua
- Malawi
  - Liwonde
  - Majete
  - Mangochi Forest Reserve
  - Nkhotakota
- Mosambik
  - Bazaruto Archipelago National Park[7]
- Ruanda
  - Akagera
  - Nyungwe Forest
- Sambia
  - Bangweulu
  - Liuwa Plain
  - Kafue-Nationalpark
- Simbabwe
  - Matusadona-Nationalpark
- Südsudan
  - Bandingilo Nationalpark
  - Boma-Nationalpark
- Tschad
  - Zakouma[8]
  - Ennedi Natural and Cultural Reserve[9]
  - Siniaka-Minia Faunal Reserve
- Zentralafrikanische Republik
  - Chinko